# Les Ruines (Volney)
Pour l’article homonyme, voir Les Ruines.
Les Ruines, ou Méditation sur les révolutions des empires est un livre de Volney publié en 1791.
L’auteur se met en scène au milieu des vestiges de Palmyre, où un « génie des ruines et des tombeaux » lui apparaît en songe. Ce fantôme lui révèle les secrets de la loi naturelle régissant l’histoire humaine, avant de lui prophétiser l’avènement de la Révolution française et sa diffusion à l’ensemble du globe.
À la fin de l’ouvrage, un chapitre est consacré à l’interprétation astronomique des religions. Avec Charles-François Dupuis (Origine de tous les cultes), Volney est le premier à défendre la thèse mythiste concernant la naissance du christianisme, qu’il décrit comme un « culte allégorique du soleil ».
Œuvre phare de la pensée déiste, à l’intersection des Lumières et du romantisme, Les Ruines ont rencontré un important succès en France, en Angleterre et aux États-Unis, où Thomas Jefferson s’est personnellement occupé de la traduction.

## Contexte
Le thème des ruines inspire de nombreux artistes au XVIIIe siècle. Diderot, que Volney a croisé chez le baron d’Holbach, commente ainsi une peinture d’Hubert Robert : « Tout s’anéantit, tout périt, tout passe. Il n’y a que le monde qui reste. » 
Dans le roman de Louis-Sébastien Mercier, L'An 2440, rêve s'il en fut jamais (1771), le narrateur arpente les ruines du château de Versailles où se lamente le fantôme de Louis XIV, rongé par la culpabilité.
Le site de Palmyre, décor dans lequel s’ouvre le récit, est entré dans l’imaginaire européen depuis sa découverte en 1751 par deux archéologues britanniques, Robert Wood et James Dawkins. Volney, qui a voyagé en Égypte et en Syrie entre 1782 et 1785, ne l’a pas vu de ses propres yeux.
La rédaction de Ruines, débutée en 1787, est achevée alors qu’il siège à l’Assemblée nationale constituante. L’ouvrage est publié en septembre 1791, au moment de l’entrée en vigueur de la Constitution.
Comme Anacharsis Cloots (Appel au genre humain, 1793) ou Nicolas de Condorcet (Esquisse d'un tableau historique des progrès de l'esprit humain, 1795), Volney voit dans la Révolution française le signal d’une libération mondiale des peuples, et l’annonce d’un avenir radieux.

## Plan
Invocation

I - Le voyage

II - La méditation

III - Le fantôme

IV - L’exposition

V - Condition de l’homme dans l’univers

VI - État originel de l’homme

VII - Principe des sociétés

VIII - Sources des maux des sociétés

IX - Origine des gouvernements et des lois

X - Causes générales de la prospérité des anciens états

XI - Causes générales des révolutions et de la ruine des anciens états

XII - Leçons des temps passés répétées sur les temps présents

XIII - L’espèce humaine s’améliorera-t-elle ?

XIV - Le grand obstacle au perfectionnement

XV - Le siècle nouveau

XVI - Un peuple libre et législateur

XVII - Base universelle de tout droit et de toute loi

XVIII - Effroi et conspiration des tyrans

XIX - Assemblée générale des peuples

XX - La recherche de la vérité

XXI - Problème des contradictions religieuses

XXII - Origine et filiation des idées religieuses

XXIII - Identité du but des religions

XXIV - Solution du problème des contradictions

## Résumé
L’ouvrage commence par une invocation : « Je vous salue, ruines solitaires, tombeaux saints, murs silencieux ! C’est vous que j’invoque ; c’est à vous que j’adresse ma prière. »
Volney se replonge en 1784, « la onzième année » du règne du sultan ottoman Abdülhamid Ier, lors de son voyage en Syrie. Après trois jours de marche dans le désert, il découvre les ruines de l’antique Palmyre. Au crépuscule, « assis sur le tronc d’une colonne, le coude appuyé sur le genou, la tête soutenue sur la main », il s’abandonne à une profonde rêverie. Deux images se superposent dans son esprit : la Palmyre de jadis, animée et prospère, et la cité morte gisant devant lui, réduite à l’état de « lugubre squelette ».
Ce spectacle lui fait prendre conscience de la mortalité de sa propre civilisation. « Qui sait si sur les rives de la Seine, de la Tamise ou du Sviderzée, un voyageur comme moi ne s’assoira pas un jour sur de muettes ruines, et ne pleurera pas solitaire sur la cendre des peuples et la mémoire de leur grandeur ? »

### L’intervention du génie
Absorbé par la mélancolie, le voyageur se lamente sur le destin de l’humanité, qui lui semble frappée d’une malédiction divine. Soudain apparaît un « fantôme blanchâtre », qui s'adresse à lui d’une voix grave et profonde : « Cessez donc, ô mortels, d’accuser la fatalité du sort ou les jugements de la divinité ! (…) La source des calamités n’est point reculée dans les cieux ; elle réside dans l’homme même, il la porte en son cœur. » Le fatalisme et la superstition, lui dit le génie, viennent de ce que l’homme est aveugle aux « lois éternelles antérieures à tous les codes, à tous les prophètes. »
« Ô jeune homme ! Puisque ton cœur cherche avec droiture la vérité, puisque tes yeux peuvent encore la reconnaître à travers le bandeau des préjugés, ta prière ne sera point vaine : je te révélerai la sagesse des tombeaux et la science des siècles… » Le génie pose sa main sur la tête de Volney, et pénétré d’un « feu céleste », son esprit s’élève dans les airs.
« Nageant dans l’espace », il se retrouve en orbite du globe terrestre. Ses yeux, rendus « plus perçants que ceux de l’aigle », parcourent l’hémisphère Nord, de l’Atlantique à la Sibérie et jusqu’à la Malaisie. Son regard se porte sur la vallée du Nil où il distingue les pyramides de Gizeh. « C’est là qu’un peuple maintenant oublié, alors que tous les autres étaient barbares, fondait sur l’étude des lois de la nature des systèmes civils et religieux qui régissent encore l’univers. » Volney aperçoit également les ruines de Babylone et celles de Palmyre, où il se tenait quelques instants auparavant.
Plus tard dans le récit, au-dessus des rives de la mer Noire et de la mer d’Azov, en Crimée et au Kouban, des volutes de fumée captivent son attention. C’est, vue du ciel, la guerre opposant les Russes aux Tatars de Crimée, qui aboutit en 1783 à l’annexion de la Péninsule par l’impératrice Catherine II.
Les musulmans turcs et les orthodoxes russes prient pour la victoire,  ayant chacun la vaine certitude de détenir la vérité. « Dieu qui, dans l’immensité des cieux, dirige la marche des mondes, et peuple les abymes de l’espace de millions de soleils entassés : dis, que paraissent à tes yeux ces insectes humains que déjà ma vue perd sur la Terre ! Quand tu t’occupes à guider les astres dans leurs orbites, que sont pour toi les vermisseaux qui s’agitent sur la poussière ? Qu’importe à ton immensité leurs distinctions de partis, de sectes ? »

### Naissance et décadence des civilisations
Volney, par la voix du génie, esquisse une histoire générale de la civilisation. De tout temps, l’espèce humaine a été régie par « l’amour de soi, l’aversion de la douleur, le désir du bien-être » (il reprend ici la philosophie de ses maîtres, Helvetius et d’Holbach). 
Dans son état originel, l’homme, « semblable aux autres animaux », était sans expérience du passé et sans prévoyance de l’avenir, motivé uniquement par sa survie et sa reproduction. C’est pour parvenir à ces fins qu’il a maîtrisé son environnement, au cours d’une évolution rythmée par « l’épreuve répétée d’accidents divers ». Pour compenser leur faiblesse individuelle et faire face aux lendemains incertains, les hommes s’unirent en tribus puis en communautés sédentaires.
Il identifie deux causes essentielles au malheur et à l’asservissement des peuples : l’ignorance et la cupidité. « Tantôt insolents et audacieux, les chefs d’une nation ont tiré ses fers de son propre sein, et l’avidité mercenaire a fondé le despotisme politique ; tantôt hypocrites et rusés, ils ont fait descendre du ciel des pouvoirs menteurs, un joug sacrilège ; et la cupidité crédule a fondé le despotisme religieux. »
L’injustice, écrit-il, s’enracina dans les familles, avec le patriarcat et la patrilinéarité : « Parce que le chef de famille put exercer une autorité absolue dans sa maison, il donna ou ôta ses biens sans égalité, sans justice, et le despotisme paternel jeta les fondements du despotisme politique. » 
Disposant du pouvoir fiscal et militaire, les aristocrates s’attribuèrent des privilèges héréditaires et formèrent une caste séparée de la multitude. Finalement, « un seul homme maîtrisa des millions de ses semblables contre leur gré ou sans leur aveu. »
Volney décrit ensuite l’engrenage au cœur de l’effondrement des civilisations. Les masses laborieuses, résignées face aux injustices, privées de toute liberté économique, sont exploitées par quelques « oisifs opulents » qui détournent les richesses à des « fantaisies personnelles », à des « travaux stériles ». Et les empires, gangrénés par la corruption, incapables d’affronter les crises, finissent par s’écrouler sous leur propre poids.
Cette oppression politique se traduit sur le plan religieux. « Sous un tel régime, les peuples tombèrent dans le désespoir et l’accablement. Et les accidents de la nature s’étant joints aux maux qui les assaillaient, ils en reportèrent les causes à des puissances supérieures et cachées ; et parce qu’ils avaient des tyrans sur la terre, ils en supposèrent dans les cieux. (…) Et il naquit des doctrines funestes, des systèmes de religion atrabilaires et misanthropiques, qui peignirent les dieux méchants et envieux comme les despotes. Et pour les apaiser, l’homme leur offrit le sacrifice de toutes ses jouissances. Prenant ses plaisirs pour des crimes, ses souffrances pour des expiations, il voulut aimer la douleur, abjurer l’amour de soi-même. (…) Sa vie ne fut plus à ses yeux qu’un voyage fatigant, qu’un songe pénible ; son corps, qu’une prison, obstacle à sa félicité ; et la terre, un lieu d’exil et de pèlerinage. (…) Ah ! C’est maintenant que j’ai reconnu le mensonge de l’homme ! En voyant le tableau qu’il a tracé de la divinité, je me suis dit : non, non, ce n’est point Dieu qui a fait l’homme à son image ; c’est l’homme qui a figuré Dieu sur la sienne. »
Le destin de l’humanité n’est donc pas à chercher « au loin dans les astres, ou caché dans des codes mystérieux », mais dans la psychologie des hommes, qui sont « les éternels instruments de leurs infortunes ». La ruine d’une civilisation advient lorsque ses lois s’éloignent de la loi naturelle,.

### L’espoir dans le progrès
Face à « la perversité de ceux qui gouvernent » et « l’avilissement de ceux qui sont gouvernés », la tentation du nihilisme envahit l’âme du narrateur : « Que reste-t-il à l’homme vertueux, que de joindre sa cendre à celle des tombeaux ! » 
Observant les différentes civilisations sur la Terre, aucune ne lui semble en mesure d’échapper à la ruine. Les peuples, rendus amnésiques à chaque nouvelle génération, semblent condamnés à répéter les mêmes erreurs. « Partout, l’ignorance, la tyrannie, la misère, ont frappé de stupeur les nations ; et des habitudes vicieuses dépravant les sens naturels, ont détruit jusqu’à l’instinct du bonheur et de la vérité. »
« Garde-toi de l’illusion et des paradoxes du misanthrope », lui répond le génie : « l’homme mécontent du présent suppose au passé une perfection mensongère, qui n’est que le masque de son chagrin. Il loue les morts en haine des vivants, et bat les enfants avec les ossements de leurs pères. » 
Il interroge le narrateur en ces termes : « Embrassant d’un coup d’œil l’histoire de l’espèce, et jugeant du futur par l’exemple du passé, as-tu constaté que tout progrès lui est impossible ? Depuis leur origine, les sociétés n’ont-elles fait aucun pas vers l’instruction et un meilleur sort ? Les hommes sont-ils encore dans les forêts, manquant de tout, ignorants, féroces, stupides ? (…) L’expérience du passé n’a pas été totalement perdue. Depuis trois siècles surtout, les lumières se sont accrues, propagées ; la civilisation, favorisée de circonstances heureuses, a fait des progrès sensibles. » Il évoque en particulier l’alphabétisation et l’imprimerie, qui facilitent grandement la circulation des savoirs et leur transmission entre les générations.
« Par la loi de l'imitation, l’exemple d’un premier peuple sera suivi par les autres ; ils adopteront son esprit, ses lois. Les despotes mêmes, voyant qu’ils ne peuvent plus maintenir leur pouvoir sans la justice et la bienfaisance, adouciront leur régime par besoin, par rivalité, et la civilisation deviendra générale. (…) Un siècle nouveau va s’ouvrir ! siècle d’étonnement pour le vulgaire, de surprise et d’effroi pour les tyrans, d’affranchissement pour un grand peuple, et d’espérance pour toute la terre ! »
Mais le voyageur n’est pas convaincu par ce discours optimiste : « Ces peuples qui se disent policés, ne sont-ils pas ceux qui, depuis trois siècles, remplissent la terre de leurs injustices ? ne sont-ce pas eux qui, sous des prétextes de commerce, ont dévasté l’Inde, dépeuplé le nouveau continent, et soumettent encore aujourd’hui l’Afrique au plus barbare des esclavages ? La liberté naîtra-t-elle du sein des tyrans ? Et la justice sera-t-elle rendue par des mains spoliatrices et avares ? (…) Plus je médite sur la nature de l’homme, plus j’examine l’état présent des sociétés, moins un monde de sagesse et de félicité me semble possible à réaliser. »

### La Révolution française
À ces mots, il est interrompu par « un bruit immense » venu d’occident : c’est l’écho de la révolution américaine. « Un cri de liberté, prononcé sur des rives lointaines, a retenti dans l’ancien continent. À ce cri, un murmure secret contre l’oppression s’élève chez une grande nation… »
Volney retrace ensuite l’histoire des états généraux de 1789 sous la forme d’un dialogue opposant d’un côté les nobles et les prêtres, qui tentent de justifier leurs privilèges, et de l’autre le peuple, qui réfute habilement leurs arguments.
Élevant « un trône immense en forme de pyramide » et déployant « l’étendard de la justice universelle », le peuple confie son pouvoir à des représentants - non sans les avertir : « Souvenez vous que vous êtes nos semblables ; que le pouvoir que nous vous conférons est à nous ; que nous vous le donnons en dépôt, non en propriété ni en héritage ; que les lois que vous ferez, vous y serez les premiers soumis ; que demain vous redescendrez parmi nous ; et que nul droit ne vous sera acquis, que celui de l’estime et de la reconnaissance. »
Assemblés dans un immense hémicycle présidé par un Législateur, « des millions d'hommes » lèvent les bras vers le ciel et font le serment de vivre libres et égaux. Ému aux larmes par ce spectacle, le narrateur dit au génie : « Que je vive maintenant, car je puis espérer. »

## Réception et postérité

### En France
Napoléon Bonaparte, qui rencontre Volney en Corse en 1792, est un admirateur de l’ouvrage. La fameuse harangue attribuée au conquérant devant le plateau de Gizeh (« Soldats, songez que du haut de ces pyramides quarante siècles vous contemplent ! »), résonne curieusement avec une phrase du fantôme,.
Les Ruines, rééditées en 1792 et 1799, sont l’un des plus grands succès de librairie sous la Révolution. Toute une génération d’écrivains est imprégnée de la pensée volneyenne, à l’image de Senancour ou Fauriel.

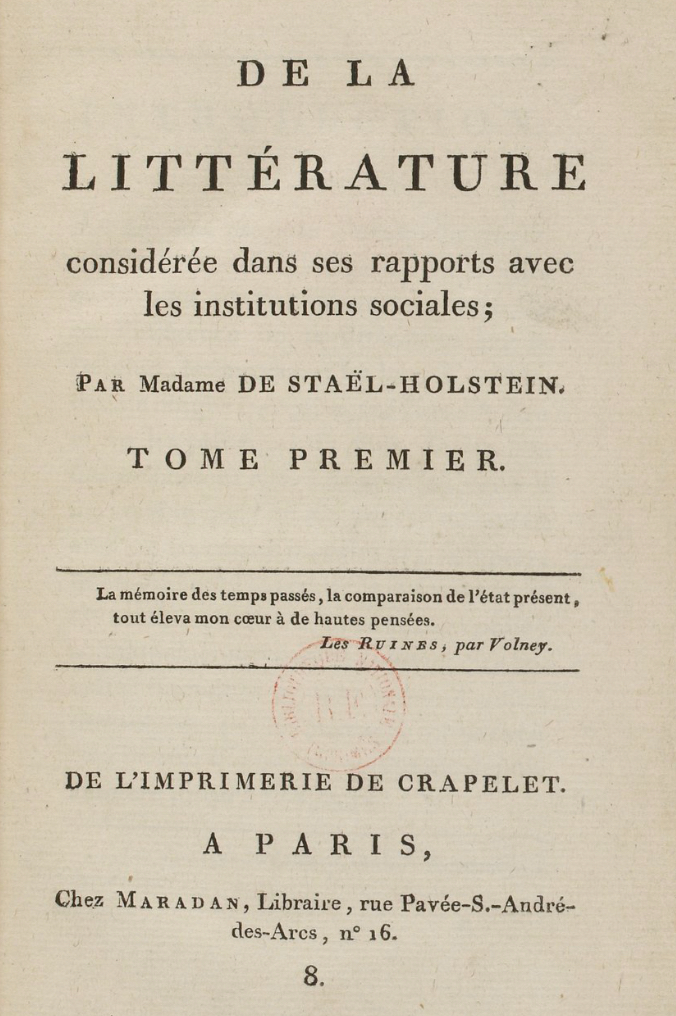
Madame de Staël lui emprunte une épigraphe en page de titre de son essai De la Littérature (1800).

Le jeune Chateaubriand est profondément influencé par l’ouvrage. L’hostilité qu’il manifeste dans un premier temps à l’égard de la religion, dans son Essai sur les révolutions (1797), y trouve indéniablement l’une de ses sources. Le Génie du christianisme (1802), ouvrage apologétique, semble parfois écrit en réponse au génie des Ruines, tant certains passages y font directement allusion,.
Volney, qui apprécie peu le fidéisme de ce pionnier du romantisme français, glissera quelques piques visant explicitement Chateaubriand dans ses ouvrages postérieurs. La rivalité entre les deux écrivains, qui siégeront ensemble à la Chambre des pairs, est aussi politique (l’homme de 1789 et le contre-révolutionnaire).
Après la mort de Volney en 1820, son œuvre connaît un regain de popularité dans les milieux anticléricaux. Les Ruines sont d’ailleurs mises à l’index en décembre 1821 par l’Église catholique.
L’ouvrage circule encore beaucoup sous la Monarchie de Juillet. Balzac y fait par exemple référence dans une lettre à Ewelina Hańska, mais en des termes peu élogieux. Jean Gaulmier piste l’héritage de Volney jusque chez Victor Hugo (La Légende des siècles) et Charles Baudelaire (« Mais les bijoux perdus de l’antique Palmyre »).
En 1853, Sainte-Beuve consacre deux causeries du lundi à l’auteur, indiquant qu’il n’est alors plus lu par grand monde. Il se montre sévère quant au style « ennuyeux » et « pindarique » du philosophe. « C’est terne, fatigué, pompeux, monotone, sonore et sourd à la fois. » Le critique rend toutefois hommage à cet « excellent voyageur » et distingué salonnier qui, à certains égards, appartenait avant l’heure à « la société industrielle future ».

### En Grande-Bretagne
L’ouvrage est traduit en anglais dès 1792 par James Marshall, un proche du philosophe anarchiste William Godwin. Il se diffuse d’abord autour de l’éditeur Joseph Johnson et dans les cercles de la London Corresponding Society.
Dans Frankenstein ou le Prométhée moderne (1818), roman de Mary Shelley (fille de William Godwin), la créature se cache au début de son existence dans la chaumière d’une famille française. Le soir, au coin du feu, le fils prénommé Félix lit Les Ruines à Safie, sa fiancée arabe, pour lui apprendre le français,. Le monstre de Frankenstein parvient ainsi à se faire une idée de l’histoire humaine et de la diversité des systèmes politiques et religieux,,.
L’influence de Volney est aussi perceptible dans l’œuvre du poète Percy Bysshe Shelley, époux de Mary, notamment dans Queen Mab (1813), Alastor, or The Spirit of Solitude (1816), The Revolt of Islam (1818), et Prometheus Unbound (1820).
Des universitaires ont perçu des échos des Ruines dans certaines œuvres de Lord Byron, William Blake, Thomas Moore ou Thomas Love Peacock.
Selon les historiens Peter Linebaugh, Marcus Rediker et Edward Palmer Thompson, l’empreinte de Volney est comparable à celle de Thomas Paine dans la pensée radicale du début du XIXe siècle. La diffusion de son livre dans le monde anglophone est telle que Marilyn Butler le décrit comme le « Foucault de son temps ».
Cette renommée connaît un nouvel élan après les guerres napoléoniennes. Parmi les intellectuels se réclamant de son héritage, on peut citer le socialiste agraire Thomas Spence, l'incrédule Richard Carlile (qui déclare que ce livre « a fait plus de déistes et d’athées que tous les autres écrits anti-chrétiens ayant circulé dans ce pays ») ou les chartistes Feargus O'Connor et George Julian Harney.

### Aux États-Unis
Le 15 juillet 1796, pendant le séjour américain de Volney, The Vermont Gazette reproduit le chapitre central des Ruines, « Le Siècle nouveau » (The New Age), qui circule sous forme de tracts. The Polar Star, journal bostonien, publie à son tour des passages en décembre 1796. Le livre complet est traduit anonymement à Philadelphie en 1799.
Une version anglaise supervisée par Volney paraît en 1802, fruit de la collaboration du président Thomas Jefferson (ami du philosophe depuis 1785) et du diplomate Joel Barlow.
Abraham Lincoln sera marqué par la lecture des Ruines dans les années 1830 et le poète Walt Whitman, dont le père est un admirateur de Volney, sera « élevé » avec ce livre.

### En Allemagne
Les Ruines sont traduites en 1792 par Georg Forster et Meta Forkel-Liebeskind. Des extraits sont publiés dans Minerva, le journal de Johann Wilhelm von Archenholz, dont le jeune Hegel est un fidèle lecteur. Le génie des ruines, en tant qu’esprit narratif de l’histoire humaine, préfigure le Weltgeist régissant la Weltgeschichte dans la pensée hégélienne.
La thèse mythiste esquissée dans l’ouvrage sera largement étayée dans les années 1840 par Bruno Bauer, qui niera explicitement l’existence historique de Jésus de Nazareth.

### Dans le reste du monde
L’ouvrage a aussi été traduit en néerlandais, en italien ou en espagnol. Une version arabe a existé au XIXe siècle, même si aucune copie n’a été retrouvée.